# 大泉公孝
大泉 公孝（おおいずみ きみたか、1948年11月1日 - ）は、日本の元俳優。宮城県出身。第13期東映ニューフェイス。

## 出演作品

### テレビドラマ
- プレイガール 第103話「いじめて愛して」（1971年、12ch / 東映）
- 好き! すき!! 魔女先生 第16話「ゴキブリ父ちゃん! 怪人レスラーもビックリ」（1972年、ABC / 東映） - チンピラ
- アイフル大作戦 第1話「特訓開始! 美女の殺し方」（1973年、TBS / 東映）
- 特別機動捜査隊 第611話「奪われた関係」（1973年、NET / 東映）
- 非情のライセンス（NET / 東映）
  - 第1シリーズ 第24話「兇悪の回路」（1973年） - 若い刑事
  - 第3シリーズ 第2話「兇悪の素顔・あなたと死にたい」（1980年）
- Gメン'75（TBS / 東映）
  - 第7話「女子学生誘拐殺人事件」（1975年）
  - 第65話「真夏の夜の連続女性殺人事件」（1976年）
  - 第137話「'78新春大脱獄!」（1978年）
  - 第210話「出刃包丁を持った男」（1979年）
- 火曜サスペンス劇場（NTV）
  - たそがれに標的を撃て（1982年）
  - 女弁護士 高林鮎子 第8作「北の旅、殺意の雫石」（1990年）
  - 女動物医事件簿 第2作「炎を吐いた猫」（1991年）
- 大激闘マッドポリス'80 第2話「No.1抹殺計画」（1980年、NTV / 東映）
- ミラクルガール 第12話「女は銃と色気で勝負する」（1980年、12ch / 東映)
- バッテンロボ丸 第18話「どんなもんだい!ボクは会長」（1983年、CX / 東映） - 写真屋の客
- メタルヒーローシリーズ（ANB / 東映）
  - 機動刑事ジバン 第40話「大反乱!! お化け時計」（1989年）
  - ブルースワット 第10話「ザ・ミッション」（1994年）
- 金曜ドラマシアター /下町女の事件簿 浅草雷門殺人事件 （1991年、CX）
- 刑事追う! 第4話「陰画」（1996年、TX / 東映）

### 映画
※『ミンボーの女』以外東映作品。
- 新宿の与太者（1970年） - 五味
- 狼やくざ 殺しは俺がやる（1972年） - 岩崎
- 現代やくざ 人斬り与太（1972年） - おでん屋の客
- 夜の女狩り（1972年） - 郷原組組員
- 人斬り与太 狂犬三兄弟（1972年） - 組員 ※ノンクレジット
- やくざと抗争 実録安藤組（1973年） - 手下
- 実録安藤組 襲撃篇（1973年） - 赤坂支社社員 ※ノンクレジット
- 女囚さそりシリーズ
  - 女囚さそり 701号怨み節（1973年） - 刑事
  - 新・女囚さそり 特殊房X（1977年） - 加藤の秘書
- 非情学園ワル ネリカン同期生（1974年） - 榊の秘書
- 暴力街（1974年）
- 直撃! 地獄拳（1974年） - 子分
- 安藤組外伝 人斬り舎弟（1974年） - 安藤組組員
- 女必殺拳 危機一発（1974年）
- 仁義の墓場（1975年）
- 新幹線大爆破（1975年） - 埼玉県警刑事
- 男組
  - 男組（1975年） - 井口
  - 男組 少年刑務所（1976年） - 平田敬作
- 東京ディープスロート夫人（1975年、東映） - ホスト
- 爆発! 暴走遊戯（1976年） - トシオ
- 横浜暗黒街 マシンガンの竜（1976年）
- お祭り野郎 魚河岸の兄弟分（1976年）
- 安藤昇のわが逃亡とSEXの記録（1976年）
- 多羅尾伴内 鬼面村の惨劇（1978年） - 五十嵐
- 喧嘩道 けんかみち（1979年） - 空手柔道着集団
- 大日本帝国（1982年） - 荒井（副官）
- 玄海つれづれ節（1986年） - 松藤のボディーガード
- ミンボーの女（1992年、東宝） - 大親分の子分